# Ésteres de ácido butírico

Ésteres de ácido butírico (arriba) y ésteres de ácido isobutírico (abajo). R es un radical organilo (radical alquilo, radical alquenilo, radical arilo, radical arilalquilo, etc.).

Los ésteres de ácido butírico (también ésteres de ácido butanoico; butiratos o butanoatos) se caracterizan, a diferencia de su compuesto original, el ácido butírico, por sus notas de olor fragantes y afrutadas. Pertenecen a los ésteres de ácidos carboxílicos. Sus isómeros son los ésteres del ácido isobutírico.

## Producción
Se fabrican:
- a partir de ácido butírico y los respectivos alcoholes en presencia de un ácido mineral como catalizador.
- haciendo reaccionar el cloruro de ácido o el anhídrido de ácido correspondiente con los respectivos alcoholes.

## Distribución y propiedades

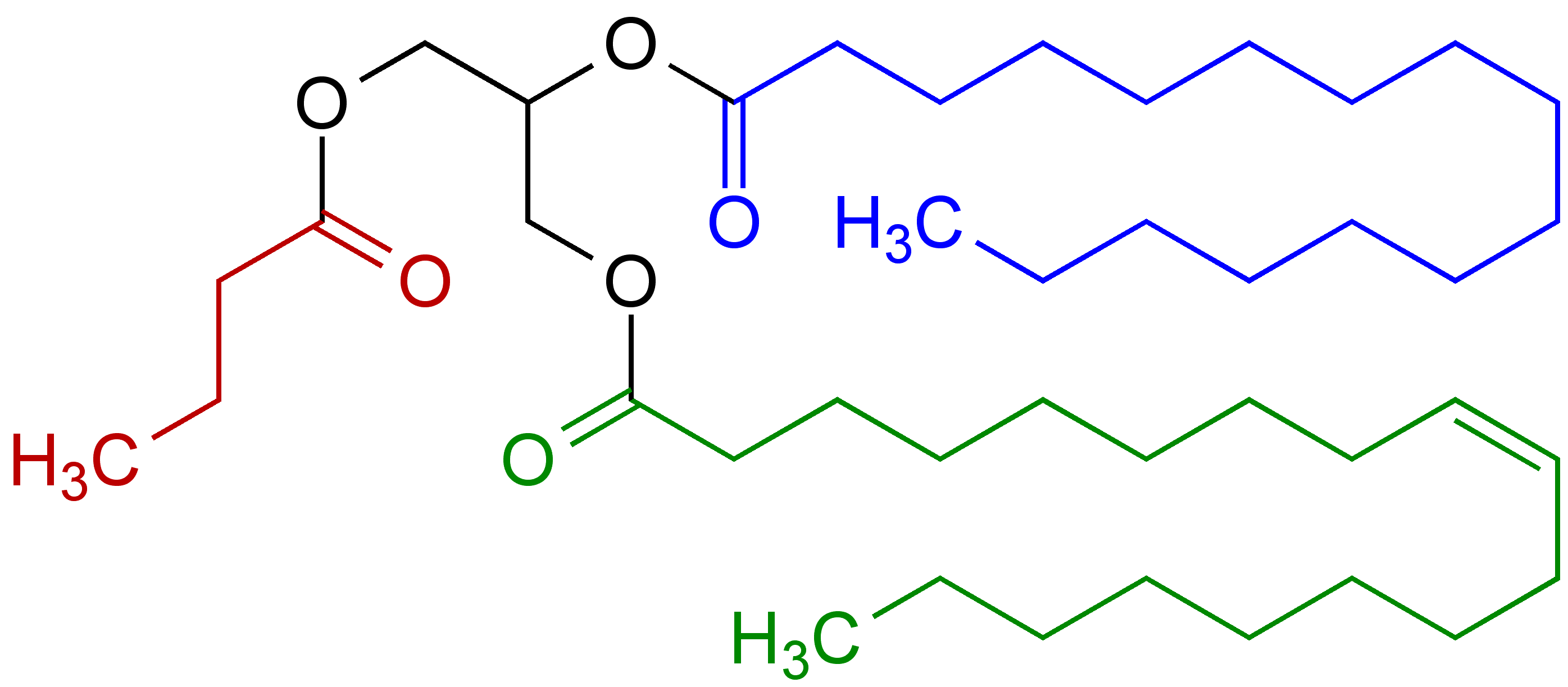
Triglicéridos típicos en el contenido de grasa de la mantequilla.
* con el residuo de ácido graso saturado del ácido palmítico marcado en azul,
* el residuo de ácido graso monoinsaturado marcado en verde del ácido oleico
* y el residuo de ácido butírico marcado en rojo.
En el centro se puede ver el glicerol triplemente acilado (marcado en negro).

La mantequilla contiene triglicéridos (ésteres del alcohol trivalente glicerol con ácidos grasos, incluido el ácido butírico). Cuando la mantequilla se estropea se produce ácido butírico, cuyo olor desagradable es típico de la mantequilla rancia.
Los ésteres de ácido butírico de bajo peso molecular son sustancias incoloras, volátiles, inflamables, insolubles en agua pero miscibles con disolventes orgánicos.

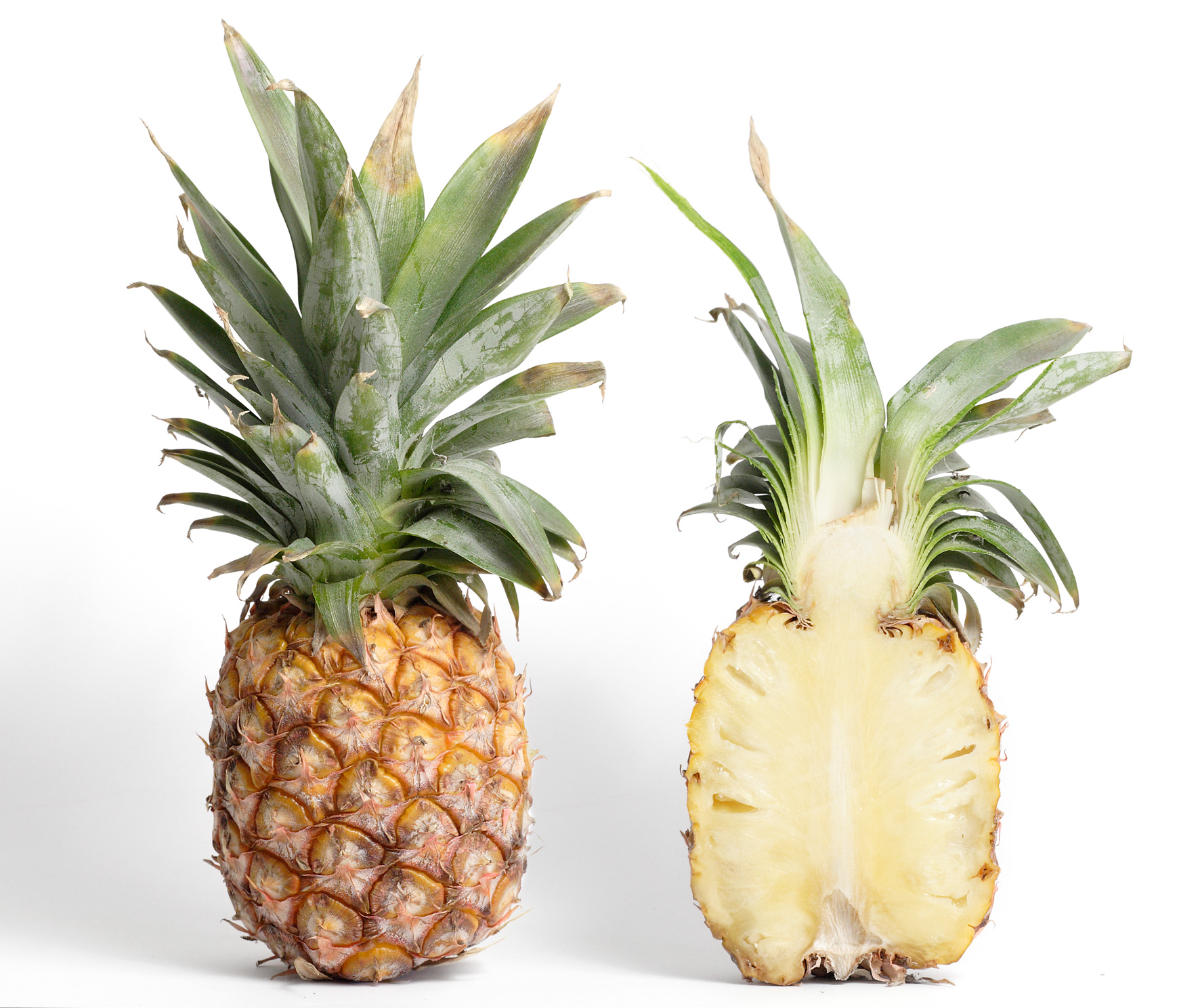
Piña
Manzana
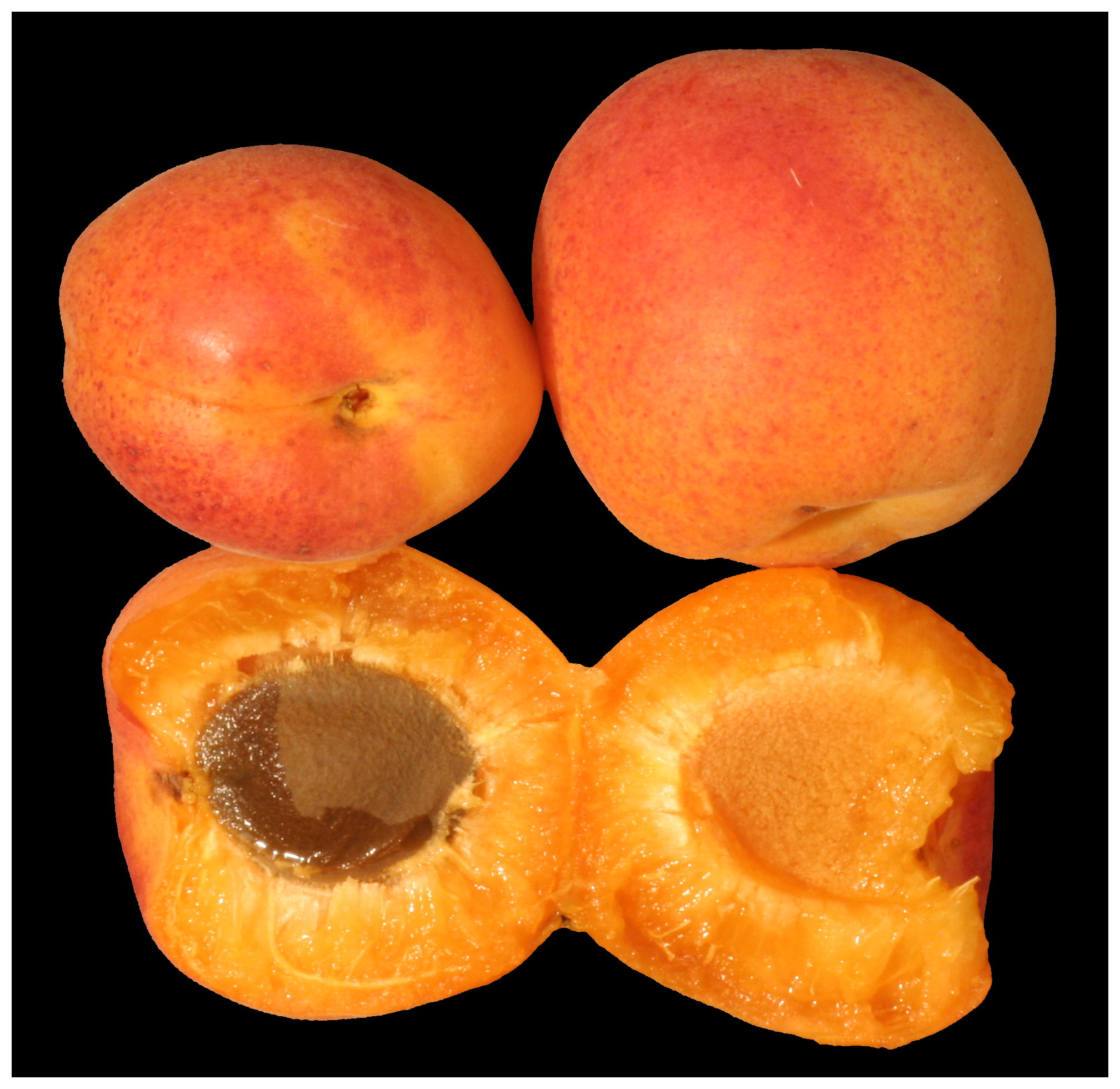
Albaricoque
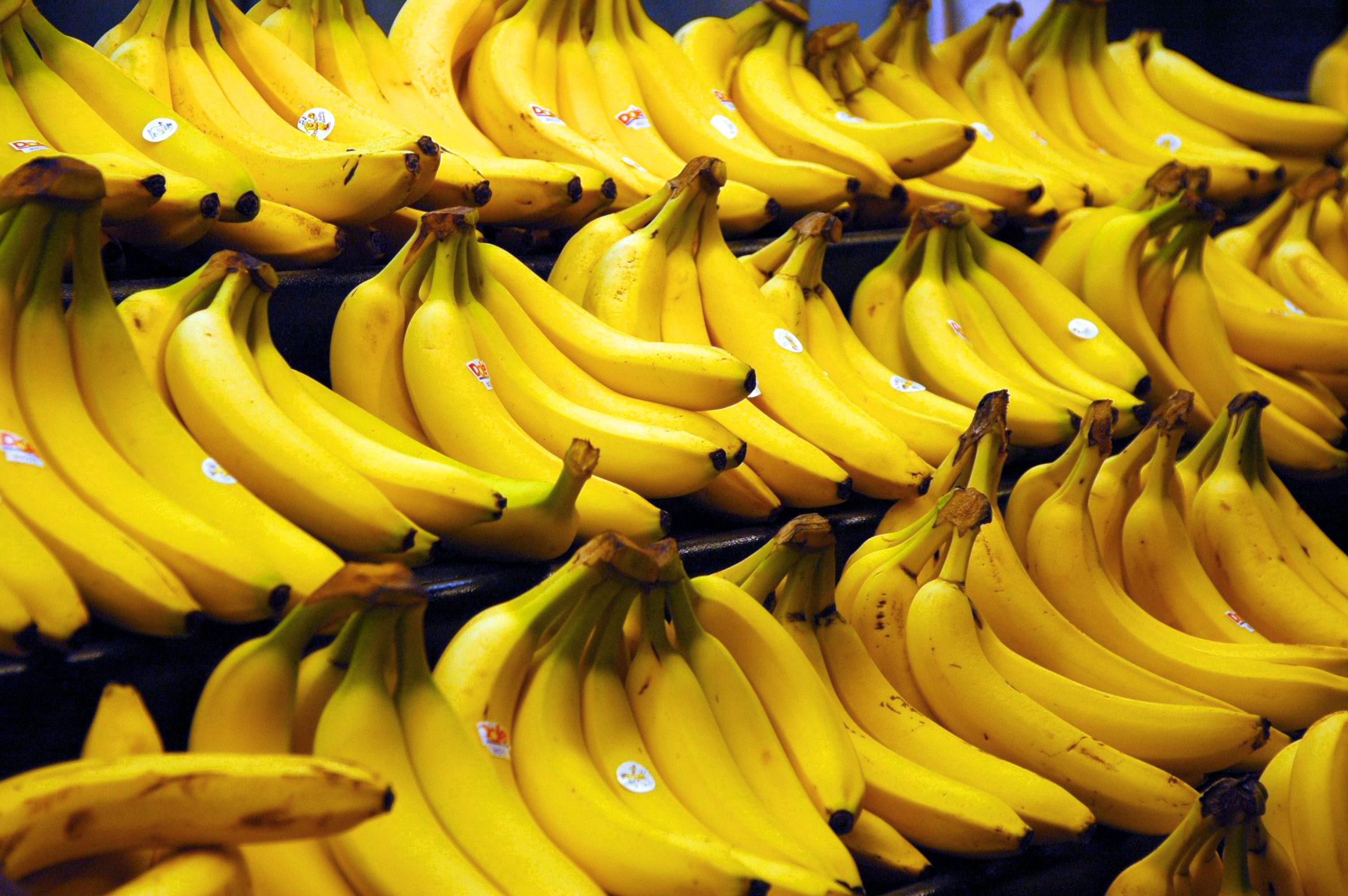
Banana
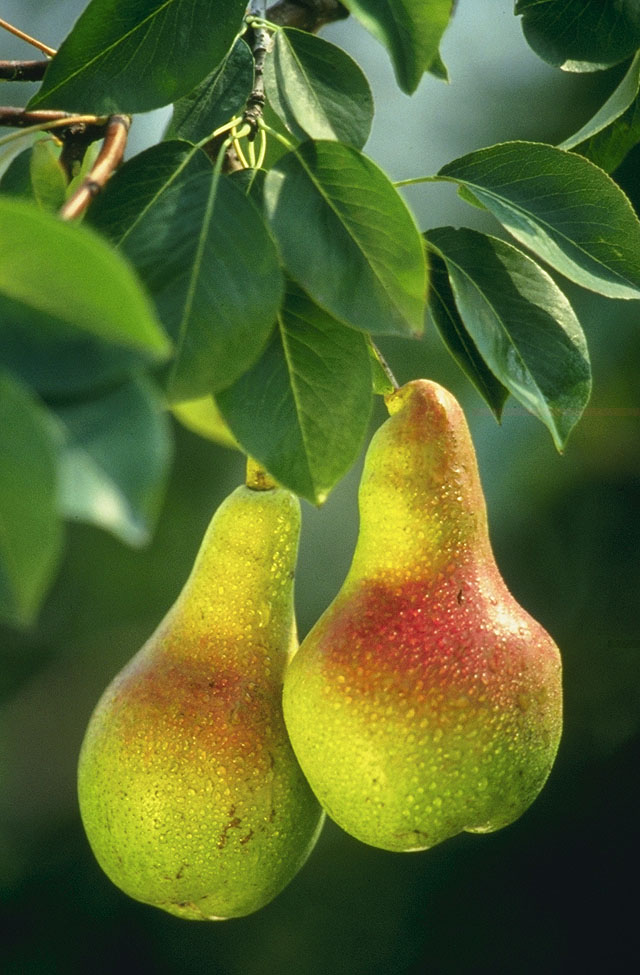
Pera
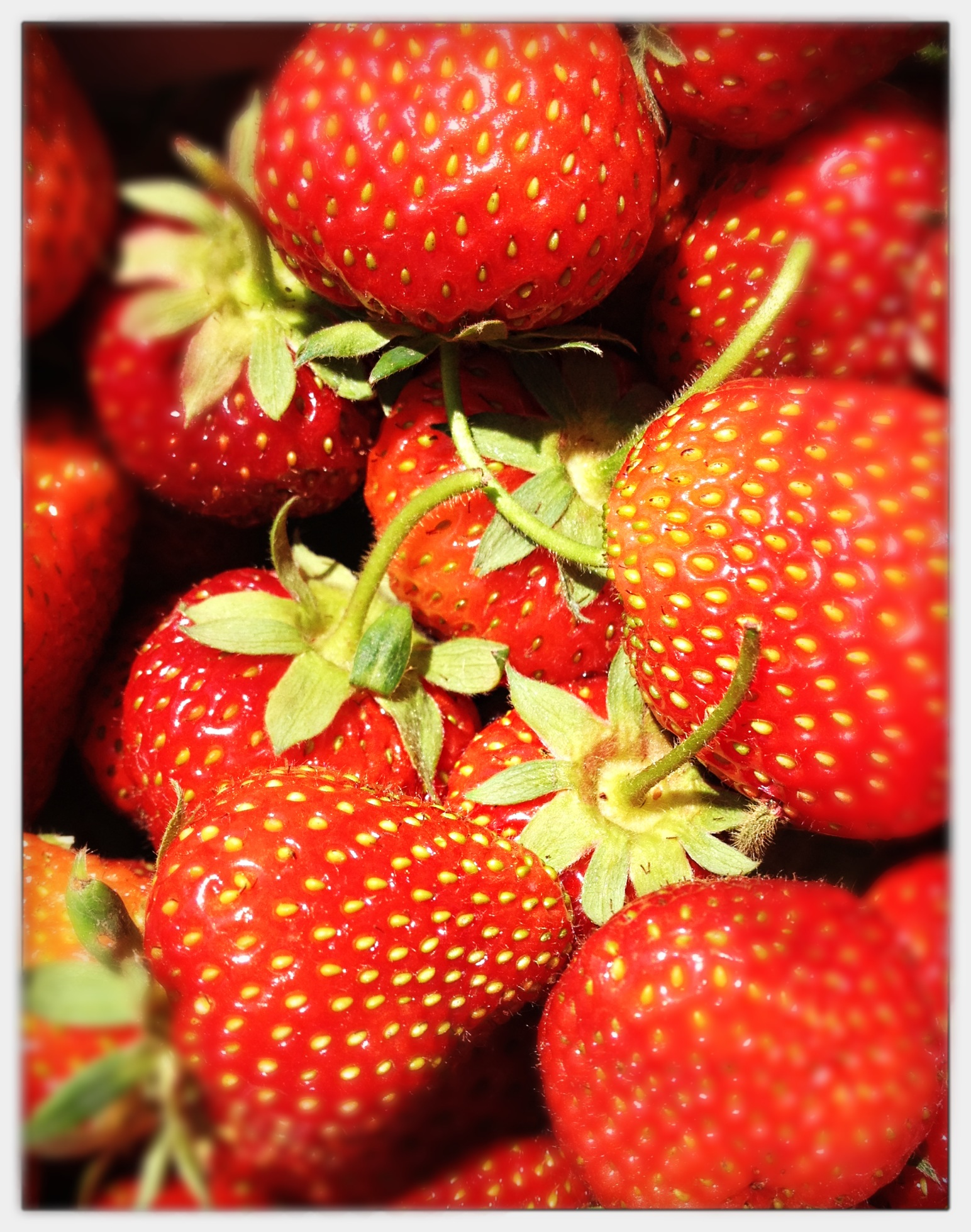
Fresa

Los ésteres individuales se pueden asignar a determinadas frutas en función de su olor:
- Éster metílico del ácido butírico (butirato de metilo) – manzana [1]
- Éster etílico del ácido butírico (butirato de etilo) – piña
- Éster propílico del ácido butírico (butirato de propilo) – piña, albaricoque [2]
- Éster butílico del ácido butírico (butirato de butilo) – manzana, piña[3]
- Éster de pentilo de ácido butírico (butirato de pentilo) – albaricoque
- Butirato de isopentilo – pera

Los ésteres de ácido butírico se encuentran en las siguientes frutas, por ejemplo:
- Piña
- Manzana
- Albaricoque
- Banana
- Pera
- Fresa

## Usos
Estos compuestos tienen muchas aplicaciones como fragancias y saborizantes. Los ésteres de ácido butírico a veces también se utilizan como disolventes.